# Crkva sv. Ane u Vilniusu
Crkva sv. Ane u Vilniusu remek-djelo je kasne gotike.  Nalazi se u kompleksu crkve i samostana sv. Bernarda u glavnom gradu Litve - Vilniusu.
Prva drvena crkva stajala je na tom mjestu od 14. stoljeća. Kasnije u razdoblju od 1495. do 1500. franjevci su sagradili kamenu crkvu, koja je dograđena 1582. i poprimila današnji oblik. U gradnji crkve korišteno je 33 različitih vrsta pločica. Stoga se moglo eksperimentirati i koristiti različite boje i slike na krovu crkve.
Povijesno središte Vilniusa u kojem se crkva sv. Ane nalazi, upisano je na listu svjetske baštine UNESCO-a.
Prema legendi, kada je Napoleon Bonaparte vidio ovu crkvu, toliko mu se svidjela, da je razmišljao da je prenese u Pariz.